# تله کبک (کانال تلویزیونی)
تله کبک یا تله کوبک (به فرانسوی: Télé-Québec) یک کانال تلویزیونی استانی در کانادا برای فرانسوی زبانان کانادا می‌باشد که به پخش برنامه‌های خبری، فیلم، انیمیشن و سرگرمی می‌پردازد. دفتر مرکزی آن در شهر مونترال کانادا واقع شده‌است.